# Mihael Kovačević
Mihael Kovačević (ur. 6 marca 1988 w Bazylei) – szwajcarski piłkarz pochodzenia chorwackiego występujący na pozycji obrońcy. W 2010 roku wraz z Dundee United zdobył Puchar Szkocji.

## Statystyki
| Rozgrywki            | Kraj      | Mecze | Bramki |
| -------------------- | --------- | ----- | ------ |
| Scottish Premiership | Szkocja   | 92    | 0      |
| Nemzeti Bajnokság I  | Węgry     | 13    | 0      |
| Prva HNL             | Chorwacja | 7     | 0      |
| A PFG                | Bułgaria  | 2     | 0      |
| Prva SNL             | Słowenia  | 1     | 0      |